# Hesperoperla hoguei
Hesperoperla hoguei is een steenvlieg uit de familie borstelsteenvliegen (Perlidae). De wetenschappelijke naam van de soort is voor het eerst geldig gepubliceerd in 1980 door Baumann & Stark.